# Пожега (Хорватия)
По́жега (хорв. Požega), с 1921 по 1991 годы называлась Славо́нска-По́жега (хорв. Slavonska-Požega) — город в Хорватии, в восточной части страны. Крупнейший город жупании Пожега-Славония. Население — 20 943 человека (2001).

## Общие сведения

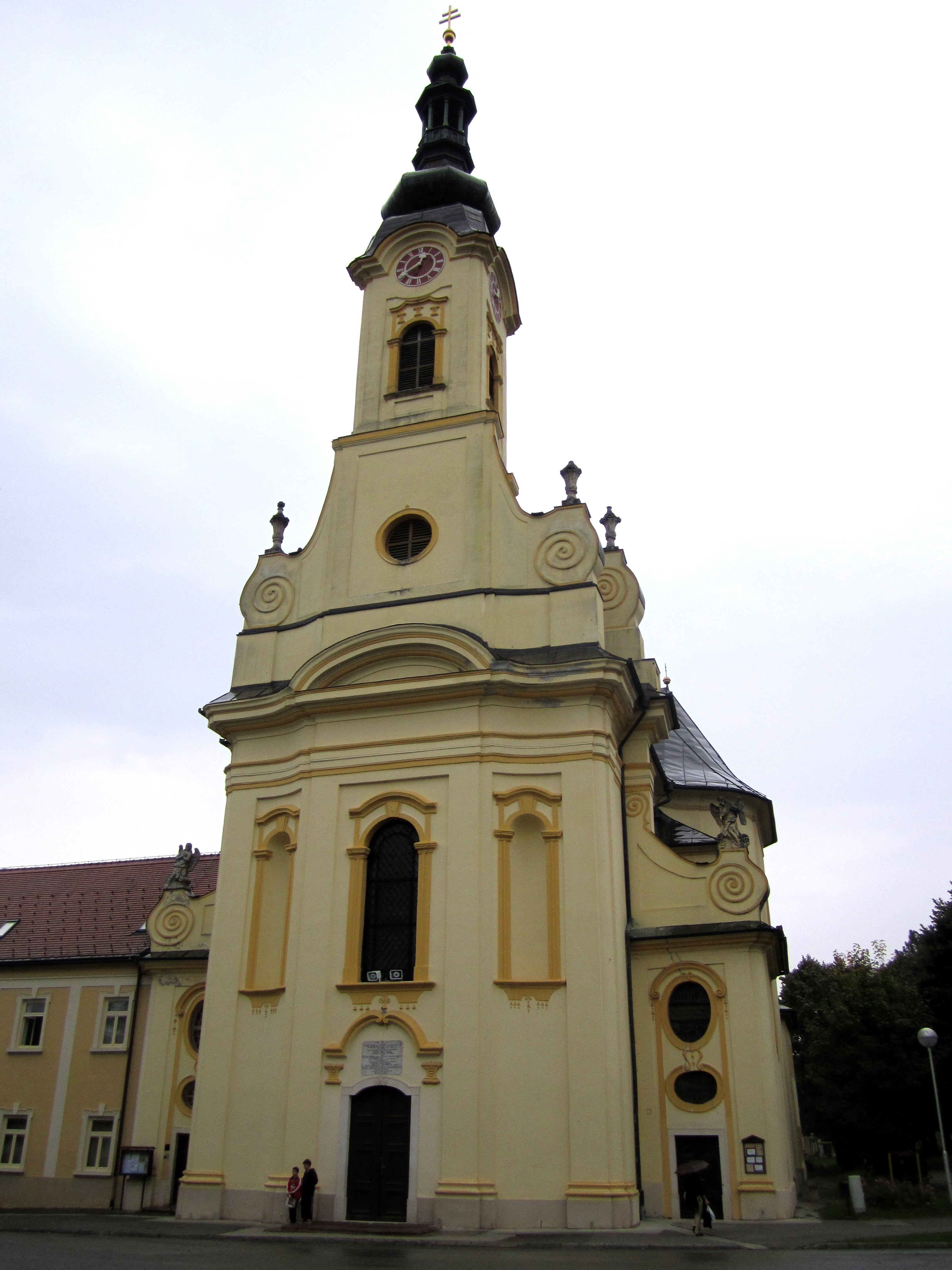
Собор св. Терезы Авильской

Пожега расположена в центральной Славонии, на небольшой реке Орлява, притоке Савы.
Город находится в плодородной Пожегской долине, со всех сторон окружённой невысокими горными хребтами.
Ближайшие города — Плетерница (15 км к юго-востоку), Нова-Градишка (20 км к юго-западу), Нашице (40 км к северо-востоку), Славонски-Брод (40 км к юго-востоку), Слатина (40 км к северу). Со всеми соседними городами Пожега соединена автодорогами, через город проходит железнодорожная ветка от Нашице и Плетерницы.

## Экономика
Основные отрасли экономики города — сельское хозяйство, главным образом виноградарство и животноводство, пищевая промышленность — производство вина, сахара, шоколада и других продуктов, машиностроение, производство бытовых приборов, а также текстильная промышленность и производство стройматериалов. В отличие от других регионов Хорватии, туризм развит относительно слабо, однако в последние годы значение туризма растёт.

## История

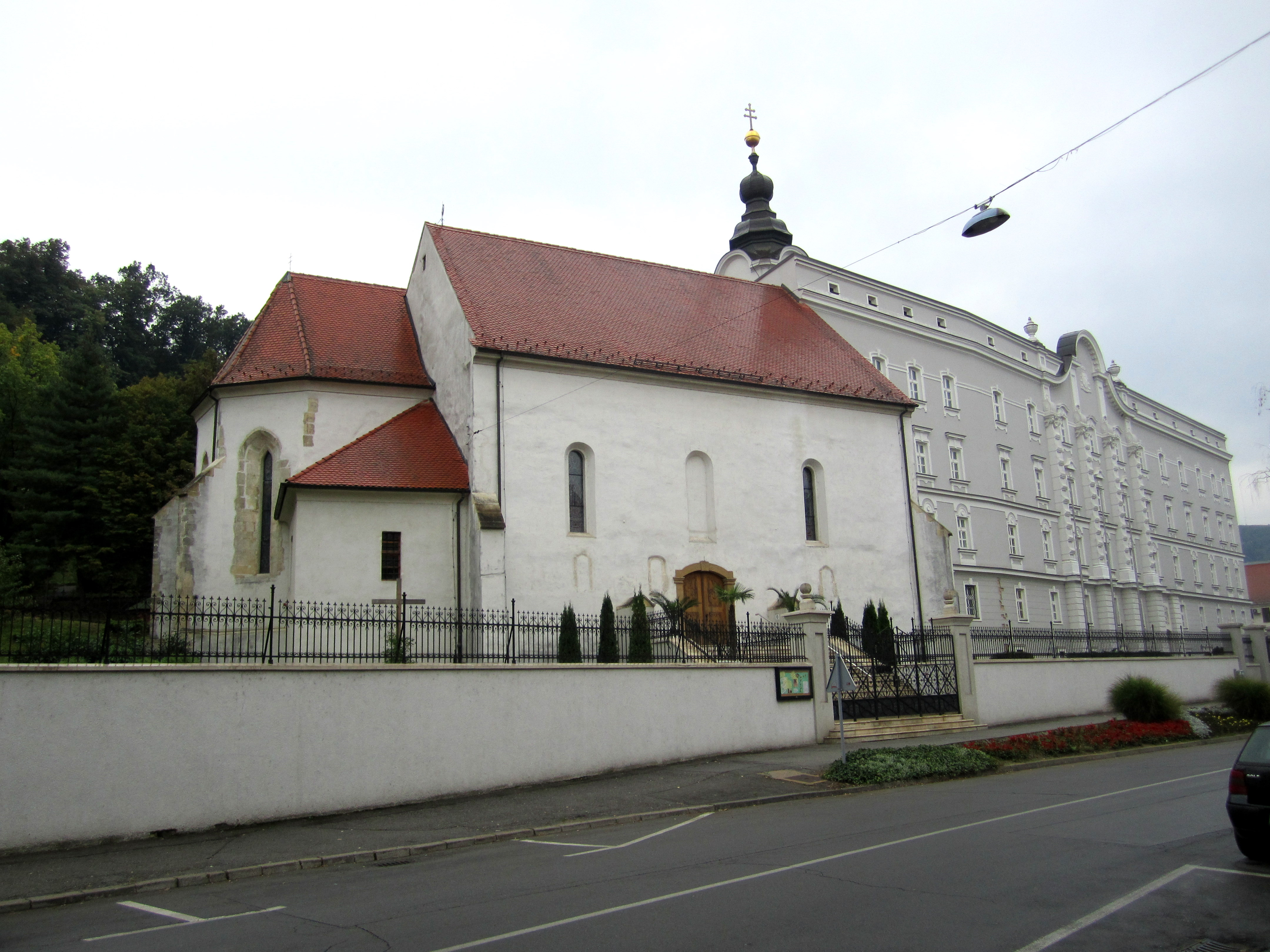
Церковь св. Лаврентия и дворец епископа

Плодородная долина к северу от Савы была населена ещё в римскую эпоху. В римских источниках долина именовались Vallis Aurea — Золотая долина. На месте современной Пожеги располагалось крупное римское поселение Инцерум. Первые косвенные упоминания о Пожеге относятся к XII веку, несохранившаяся крепость на холме в центре современной Пожеги была построена, вероятно, ещё в XI веке, однако первое ясное упоминание о поселении датируется 1210 годом. Точная дата получения Пожегой прав города неизвестна, однако очевидно, что Пожега пользовалась городскими привилегиями с раннего периода своей истории.
В начале XIV века была построена церковь св. Лаврентия. В XV веке начался упадок города, вызванный всё более частыми набегами турок. В XV веке были построены городские стены, однако они не спасли город в 1537 году, когда после осады он был взят османскими войсками.
Под властью турок город находился 150 лет, 12 марта 1688 года в ходе общего наступления австрийских войск при поддержке местных отрядов Пожега была освобождена. Этот день празднуется как день города до наших дней.
Под властью Габсбургов город быстро развивался, в 1699 году открыта школа, в 1727 году иезуитами был построен театр, а в 1740 году первая аптека. В 1745 году Пожега стала столицей провинции. В 1760 году в городе открыта Академия, что сделало Пожегу наряду с Загребом одним из главным образовательных центров Габсбургской Хорватии.
В XX веке в составе Югославии город превратился в один из видных хорватских сельскохозяйственных и промышленных центров, с 1991 года — в составе независимой Хорватии.

## Достопримечательности
- Собор св. Терезы Авильской.

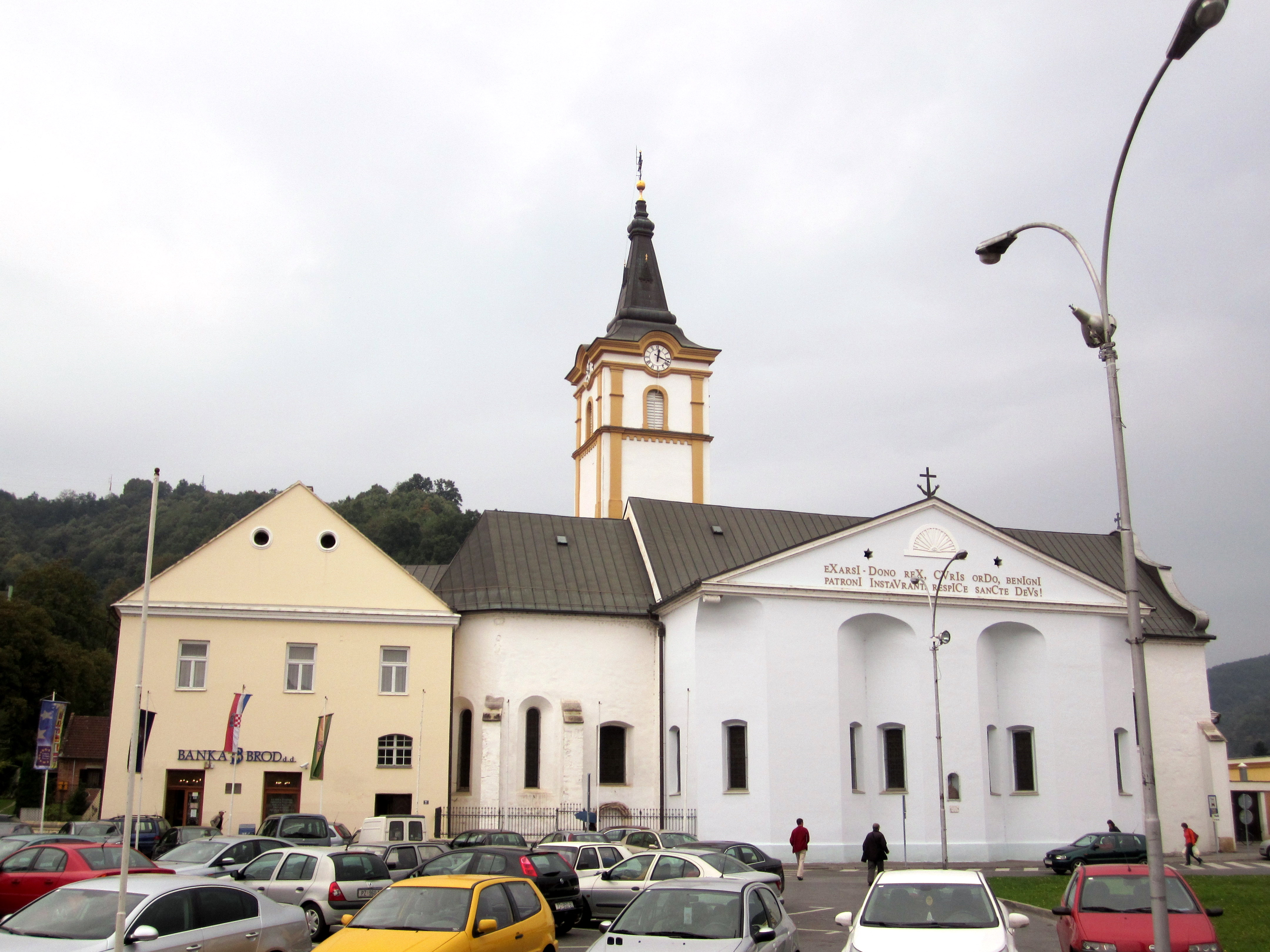
Францисканская церковь Св. Духа

- Церковь св. Лаврентия — старейший храм города, построен в XIV веке.
- Францисканский монастырь — монастырь XVIII века и церковь Св. Духа, расположены на центральной площади города — площади Святой Троицы
- Иезуитский колледж.

## Фестивали
Пожега известна многочисленными фестивалями и праздниками, среди самых значительных — фольклорный музыкальный фестиваль в сентябре и День города 12 мая, посвящённый изгнанию турок, с артиллерийским шоу.

## Известные уроженцы
- Предраг Стоякович, баскетболист
- Добриша Цесарич, поэт, переводчик
- Борис Ханжекович, легкоатлет
- Срджан Будисавлевич, министр внутренних дел Королевства Югославия
- Дино Елушич, певец, музыкант, автор песен, победитель первого Детского конкурса песни Евровидение 2003
- Уремович, Филип, футболист, защитник российского клуба «Рубин».
- Антун Канижлич, поэт.
- Франьо Цираки, писатель, поэт, переводчик.